# Jacobi József
Jacobi József (Páncélcseh, 1874. augusztus 27. – Budapest, Erzsébetváros, 1945. április 14.) főorvos, belgyógyász. Jacobi Béla ügyvéd bátyja és Munkácsi Bernát sógora.

## Élete
Jacobi Jakab (1840–1903) páncélcsehi nagybirtokos és Mezey Zsófia (1847–1906) fia. Középiskolai és egyetemi tanulmányait Kolozsvárott végezte, ahol doktorátust nyert és később a belgyógyászati klinika tanársegédje is volt. 1903-ban Budapesten telepedett le, ahol hamarosan a Ferenc József Kereskedelmi Kórház (később MABI) rendelő főorvosává választották. Számos tudományos értekezés szerzője, melyek magyar és külföldi szaklapokban jelentek meg. Jelentős szerepet töltött be Budapest orvostársadalmának életében. A budapesti Orvosi Kamara és a Budapesti Orvosi Kaszinó alelnöke, a VI. kerületi orvostársaság díszelnöke is volt. Emlékére 1945. június 3-án gyászistentisztelet tartottak a Dohány utcai zsinagógában.

## Családja
Házastársa Popper Erzsébet (1882–1945) volt, akivel 1907. június 25-én Budapesten kötött házasságot. Felesége a holokauszt áldozata lett.
Gyermekei
- Jacobi Zsófia Sonja (1908–1999). Férje Pesti Lajos Sándor (1896–1967)[6] orvos volt.[7]
- Jacobi Ada (1912–1984)

## Főbb művei
- Über das Erscheinen von Typhusbacillen im Urin (Deutsch. Archiv für klinische Medizin, Bd. LXXII)
- Über vergleichende physikalische und Röntgenuntersuchungen bei Lungentuberkulose (Beihefte zur Medizinischen Klinik, 1910)
- A Tetania oktanához tekintettel a pajzsmirigyre (Purjesz-emlékkönyv, 1906)
- Über Tetanie im Anschluss an 78 Fälle (Deutsche Zeitschrift für Nervenheilkunde, Bd. 32)